# (7197) Pieroangela
(7197) Pieroangela ist ein Asteroid des Hauptgürtels, der am 16. Januar 1994 von den italienischen Astronomen Andrea Boattini und Maura Tombelli an der Cima Ekar Station (IAU-Code 098) des Osservatorio Astrofisico di Asiago in der Region Venetien entdeckt wurde.
Der Asteroid wurde nach dem italienischen Wissenschaftsjournalisten, Fernsehmoderator und Buchautor Piero Angela (1928–2022) benannt, der zusammen mit seinem Sohn Alberto mehrere Doku-Serien sowie 2000 die Sendung Ulisse – Il piacere della scoperta, ein monografisches Programm zu historischen und wissenschaftlichen Themen, moderierte.